# Сарі-Пуль (місто)
Са́рі-Пу́ль (дарі سر پل Sar-e Pol) — місто на півночі Афганістану, столиця провінції Сарі-Пуль. Населення — близько 115 463 жителів (2006).

## Історія
У серпні 2021 року таліби захопили Сарі-Пуль.

## Клімат
Місто знаходиться у зоні, котра характеризується кліматом тропічних степів. Найтепліший місяць — липень із середньою температурою 29,5 °C (85,1 °F). Найхолодніший місяць — січень, із середньою температурою 2,3 °С (36,1 °F).
| Клімат Сарі-Пуля        | Клімат Сарі-Пуля | Клімат Сарі-Пуля | Клімат Сарі-Пуля | Клімат Сарі-Пуля | Клімат Сарі-Пуля | Клімат Сарі-Пуля | Клімат Сарі-Пуля | Клімат Сарі-Пуля | Клімат Сарі-Пуля | Клімат Сарі-Пуля | Клімат Сарі-Пуля | Клімат Сарі-Пуля | Клімат Сарі-Пуля |
| Показник                | Січ.             | Лют.             | Бер.             | Квіт.            | Трав.            | Черв.            | Лип.             | Серп.            | Вер.             | Жовт.            | Лист.            | Груд.            | Рік              |
| Середня температура, °C | 2,3              | 4,5              | 9,8              | 16,5             | 21,9             | 27,1             | 29,5             | 27,7             | 22,6             | 16,1             | 9,8              | 5,4              | 16,1             |
| Норма опадів, мм        | 41.6             | 46.1             | 59.8             | 33.3             | 14.5             | 0.3              | 0                | 0                | 0.2              | 6.5              | 14.2             | 30.4             | 246.9            |
| Днів з опадами          | 4,4              | 6                | 9,3              | 7,4              | 3,4              | 0                | 0                | 0                | 0                | 1,9              | 3,2              | 4,2              | 39,8             |
| Вологість повітря, %    | 74.7             | 73.4             | 69.8             | 63.9             | 47.3             | 33.7             | 30.9             | 31.5             | 34.7             | 45.2             | 59.5             | 71.3             | 53               |
| ----------------------- | ---------------- | ---------------- | ---------------- | ---------------- | ---------------- | ---------------- | ---------------- | ---------------- | ---------------- | ---------------- | ---------------- | ---------------- | ---------------- |
| Джерело: Weatherbase    |                  |                  |                  |                  |                  |                  |                  |                  |                  |                  |                  |                  |                  |